# Чемпионат мира по летнему биатлону 2015
Чемпионат мира по летнему биатлону 2015 прошёл в Кейле-Грэдиштей (Румыния) с 28 по 30 августа 2015 года. Было разыграно 10 комплектов медалей (5 — взрослые и 5 — юниоры).

## Расписание
| Дата       | Гонка                                          | Категория участников |
| ---------- | ---------------------------------------------- | -------------------- |
| 28.08.2015 | Одиночная смешанная эстафета 2×6 км + 2×7,5 км | юниоры               |
| 28.08.2015 | Смешанная эстафета 2×6 км + 2×7,5 км           | взрослые             |
| 29.08.2015 | Спринт 7,5 км женщины                          | юниоры               |
| 29.08.2015 | Спринт 10 км мужчины                           | юниоры               |
| 29.08.2015 | Спринт 7,5 км женщины                          | взрослые             |
| 29.08.2015 | Спринт 10 км мужчины                           | взрослые             |
| 30.08.2015 | Гонка преследования 10 км женщины              | юниоры               |
| 30.08.2015 | Гонка преследования 12,5 км мужчины            | юниоры               |
| 30.08.2015 | Гонка преследования 10 км женщины              | взрослые             |
| 30.08.2015 | Гонка преследования 12,5 км мужчины            | взрослые             |

## Результаты гонок

### Взрослые
| Гонка:                                                          | Золото:                                                                        | Время                                                 | Серебро:                                                                        | Время                                             | Бронза:                                                               | Время                                             |
| Смешанная эстафета 2×6 км + 2×7,5 км 28 августа 2015 Протокол   | Россия Екатерина Аввакумова · Ольга Калина · Сергей Клячин · Сергей Корастылев | 1:18:08.9 (0+2)(0+3) (0+1)(0+3) (0+1)(1+3) (0+0)(0+2) | Болгария Эмилия Йорданова · Десислава Стоянова · Антон Синапов · Владимир Илиев | +26.8 (0+0)(0+1) (1+3)(1+3) (0+3)(2+3) (0+0)(0+3) | Румыния Луминица Пишкоран · Река Форика · Георге Поп · Корнел Пукьяну | +38.6 (0+1)(0+1) (0+2)(0+0) (0+2)(0+1) (1+3)(0+0) |
| Спринт, 10 км (мужчины) 29 августа 2015 Протокол                | Владимир Илиев · Болгария                                                      | 22:38.8 (0+1)                                         | Артём Прима · Украина                                                           | +26.0 (0+0)                                       | Мартин Отченаш · Словакия                                             | +49.9 (2+1)                                       |
| Гонка преследования, 12,5 км (мужчины) 30 августа 2015 Протокол | Мартин Отченаш · Словакия                                                      | 35:30.7 (0+0)(3+1)                                    | Артём Прима · Украина                                                           | +28.6 (2+2)(0+0)                                  | Матей Казар · Словакия                                                | +42.0 (1+2)(2+0)                                  |
| Спринт, 7,5 км (женщины) 29 августа 2015 Протокол               | Ольга Абрамова · Украина                                                       | 21:52.2 (0+0)                                         | Моника Хойниш · Польша                                                          | +4.9 (0+1)                                        | Магдалена Гвиздонь · Польша                                           | +1:17.0 (0+2)                                     |
| Гонка преследования, 10 км (женщины) 30 августа 2015 Протокол   | Ольга Абрамова · Украина                                                       | 30:44.6 (3+0)(0+2)                                    | Моника Хойниш · Польша                                                          | +52.7 (1+2)(2+2)                                  | Юлия Джима · Украина                                                  | +1:09.7 (0+1)(0+1)                                |

### Юниоры
| Гонка:                                                          | Золото:                                                                     | Время                                                 | Серебро:                                                                 | Время                                               | Бронза:                                                                         | Время                                               |
| Cмешанная эстафета 2×6 км + 2×7,5 км 28 августа 2015 Протокол   | Украина Юлия Журавок · Анастасия Меркушина · Александр Морьев · Максим Ивко | 1:19:48.4 (0+1)(0+1) (0+1)(0+2) (0+0)(0+0) (0+1)(0+2) | Чехия Симона Марикова · Маркета Давидова · Онджей Шантора · Онджей Гошек | +1:32.4 (0+0)(0+0) (0+1)(0+0) (1+3)(1+3) (0+1)(0+2) | Россия Кристина Резцова · Наталья Гербулова · Никита Поршнев · Кирилл Стрельцов | +3:25.8 (0+0)(0+1) (0+2)(0+0) (3+3)(0+2) (0+3)(0+2) |
| Спринт, 10 км (мужчины) 29 августа 2015 Протокол                | Антон Мигда · Украина                                                       | 24:08.1 (0+0)                                         | Мариуш Унгуряну · Румыния                                                | +7.2 (0+0)                                          | Ян Буриан · Чехия                                                               | +17.7 (1+0)                                         |
| Гонка преследования, 12,5 км (мужчины) 30 августа 2015 Протокол | Мариуш Унгуряну · Румыния                                                   | 37:28.0 (0+1)(3+2)                                    | Алексей Чулев · Россия                                                   | +23.6 (0+1)(0+0)                                    | Онджей Шантора · Чехия                                                          | +29.9 (2+0)(0+1)                                    |
| Спринт, 7,5 км (женщины) 29 августа 2015 Протокол               | Анастасия Меркушина · Украина                                               | 22:26.0 (0+0)                                         | Юлия Журавок · Украина                                                   | +32.7 (0+0)                                         | Кристина Резцова · Россия                                                       | +42.9 (0+1)                                         |
| Гонка преследования, 10 км (женщины) 30 августа 2015 Протокол   | Анастасия Меркушина · Украина                                               | 31:14.4 (1+1)(0+2)                                    | Кристина Резцова · Россия                                                | +36.9 (0+2)(0+0)                                    | Юлия Журавок · Украина                                                          | +1:28.0 (0+1)(0+2)                                  |

## Медальный зачёт
| Место | Страна   | Gold_medal_icon.svg | Silver_medal_icon.svg | Bronze_medal_icon.svg | Всего |
| ----- | -------- | ------------------- | --------------------- | --------------------- | ----- |
| 1     | Украина  | 6                   | 3                     | 2                     | 11    |
| 2     | Россия   | 1                   | 2                     | 2                     | 5     |
| 3     | Румыния  | 1                   | 1                     | 1                     | 3     |
| 4     | Болгария | 1                   | 1                     |                       | 2     |
| 5     | Словакия | 1                   |                       | 2                     | 3     |
| 6     | Польша   |                     | 2                     | 1                     | 3     |
| 7     | Чехия    |                     | 1                     | 2                     | 3     |

| Место | Страна   | Gold_medal_icon.svg | Silver_medal_icon.svg | Bronze_medal_icon.svg | Всего |
| ----- | -------- | ------------------- | --------------------- | --------------------- | ----- |
| 1     | Украина  | 2                   | 2                     | 1                     | 5     |
| 2     | Болгария | 1                   | 1                     |                       | 2     |
| 3     | Словакия | 1                   |                       | 2                     | 3     |
| 4     | Россия   | 1                   |                       |                       | 1     |
| 5     | Польша   |                     | 2                     | 1                     | 3     |
| 5     | Румыния  |                     |                       | 1                     | 1     |

| Место | Страна  | Gold_medal_icon.svg | Silver_medal_icon.svg | Bronze_medal_icon.svg | Всего |
| ----- | ------- | ------------------- | --------------------- | --------------------- | ----- |
| 1     | Украина | 4                   | 1                     | 1                     | 6     |
| 2     | Румыния | 1                   |                       | 1                     | 2     |
| 3     | Россия  |                     | 2                     | 2                     | 4     |
| 4     | Чехия   |                     | 1                     | 2                     | 3     |